# Skärbo
Skärbo är ett småkuperat, sjörikt skogsområde mellan Laxsjön och Fengersfors i Bengtsfors kommun. 
Berggrunden, som till stor del består av kalkhaltig lerskiffer, utgör en nordvästlig utlöpare av Dalformationen. Området rymmer en rik flora och fauna, där bland annat vitryggig hackspett förekommer. Skärboområdet är ett naturreservat, förvaltat av Västkuststiftelsen, och ingår i EU:s ekologiska nätverk av skyddade områden, Natura 2000.